# Koitsche
Die Koitsche (375 m ü. NN) ist eine bewaldete Erhebung am südwestlichen Ortsrand von Hörnitz in der Östliche Oberlausitz in Sachsen. Der Name rührt von obersorbisch chójca (Kiefer) her.

## Lage und Umgebung
Die Koitsche ist ein Ausflugsziel in der Nähe von Zittau und vom Stadtzentrum  knapp sieben Kilometer entfernt. Umgeben ist die Koitsche östlich von Hörnitz, nordöstlich von Mittelherwigsdorf, nordwestlich von Hainewalde und südlich von Bertsdorf-Hörnitz. Im Norden erhebt sich der Scheibeberg.

## Geologie
Der Berg ist aus Phonolith aufgebaut, das in zentimeterdicken geneigten Platten vorliegt.
Seit der ersten Hälfte des 19. Jahrhunderts wurde das Gestein am Osthang des Berges abgebaut. Heute ist der Steinbruch nicht mehr in Betrieb.

## Geschichte
Erstmals hatte hier von 1833 bis 1838 ein sogenanntes Schenkhaus bestanden, das später einer Schutzhütte wich und 1882 durch die geräumige Gaststätte oberhalb der Steinbruchwand ersetzt wurde.

## Aussicht

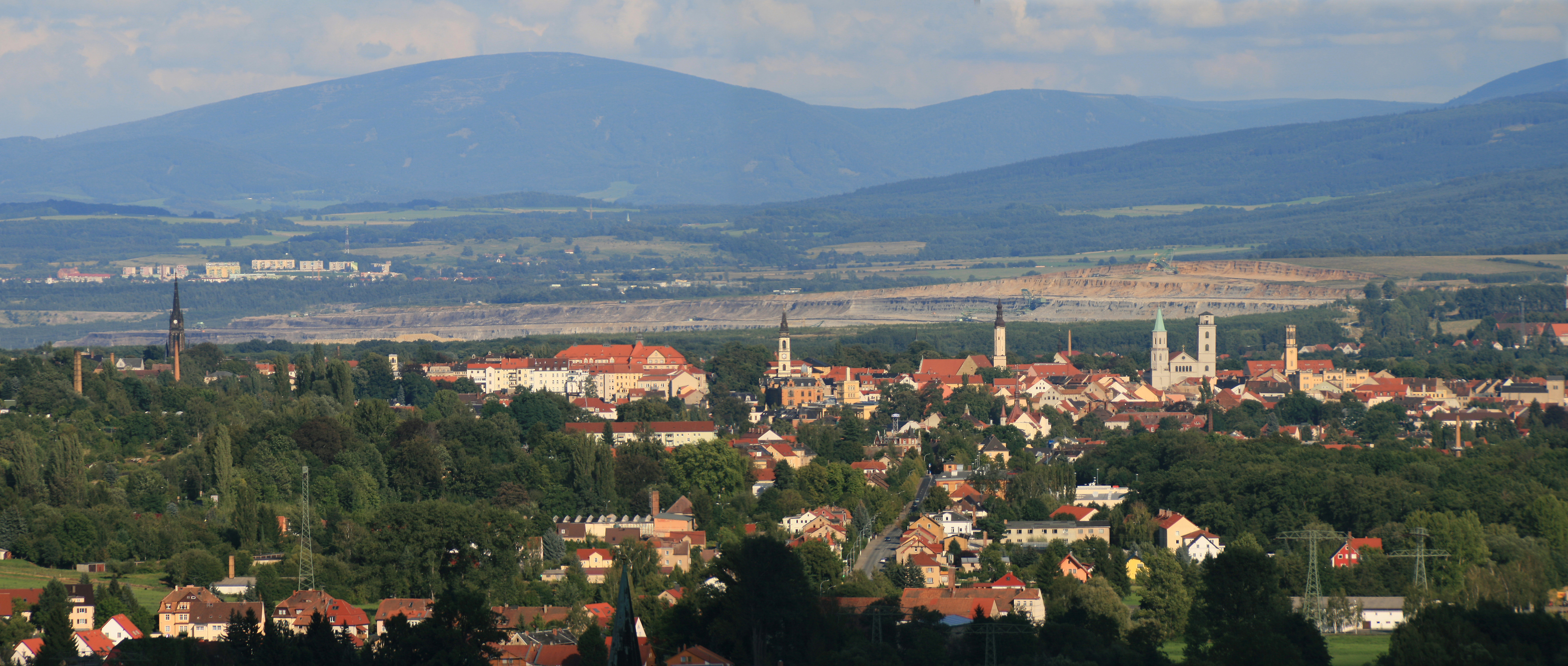
Blick von der Koitsche auf Zittau

Von der Koitsche aus reicht der Blick weit über das Panorama von Zittau bis hin nach Hirschfelde und den Braunkohlentagebau Turów und gilt als schönste Aussicht auf Zittau aus dessen Umgebung.

## Wege zum Gipfel
Das auf der Kuppe der Koitsche befindliche Bergrestaurant, das auch als Pension mehrere Zimmer und Appartements bietet, ist zu Fuß und mit dem Pkw gut zu erreichen. Von Zittau aus erreicht man die Koitsche über die B 96 und danach Staatsstraße 137 über Pethau und Hörnitz führend.